# Ниобат калия
Ниоба́т ка́лия — неорганическое соединение,
соль калия и ниобиевой кислоты с формулой KNbO3,
бесцветные кристаллы,
растворяется в воде.

## Получение
- Сплавление пятиокиси ниобия и гидроксида калия:

{\displaystyle {\mathsf {Nb_{2}O_{5}+2KOH\ {\xrightarrow {t^{o}C}}\ 2KNbO_{3}+H_{2}O}}}

## Физические свойства
Ниобат калия образует бесцветные кристаллы ромбической сингонии, параметры ячейки a = 0,568961 нм, b = 0,39692 нм, c = 0,57256 нм.
При температуре −10 °C (по другим данным −50 °C) происходит переход в фазу тригональной сингонии, параметры ячейки a = 0,4016 нм, α = 89,83°.
При температуре 225 °C происходит переход в фазу тетрагональной сингонии, параметры ячейки a = 0,397 нм, c = 0,402 нм.
При температуре 428 °C происходит переход в фазу кубической сингонии, параметры ячейки a = 0,4005 нм.
Является сегнетоэлектриком с точкой Кюри 435 °C,
характеризуется высокими нелинейно-оптическими свойствами.
Растворяется в воде.

## Применение
- Электро-оптика и нелинейная оптика.
- Динамическая голография.